# Kristianstad Predators
Kristianstad Predators är en svensk klubb i amerikansk fotboll i Kristianstad i Skåne, grundad 2004.

## Historia
Initiativet till klubbens bildande kom från Tyson Guillen. Klubben startade som en  renodlad ungdomsförening och spelade mellan 2004 och 2010 uteslutande med juniorer. Under denna period erövrades tre junior SM-guld,
Från början var klubben en renodlad juniorförening och spelade mellan åren 2004–2010 med endast juniorer och tog tre SM-guld samt även SM-guld för U19 2013, 2014 och 2020.
2011 var första säsongen klubben hade ett seniorlag. Klubben vann säsongen 2012 Division 1 Södra. Senare vann man även slutspelsserien med en poängskillnad på 104–7. Inför säsongen 2013 ansökte klubben om en plats i Superserien. Ansökan beviljades av Svenska Amerikansk Fotbollförbundet. Mellan åren 2014-2018 hette klubbens Head coach Jon Walker. 2019 och 2020 hade Predators även ett damlag i Division 1, men tyvärr var spelarunderlaget för litet för att kunna fortsätta. 
Efter tre säsonger i Superserien flyttades klubben ner i division 1 igen 2016. Sedan spelade  Predators seniorlag i Division 1 Södra. Åren 2019-2022 var Joshua Kofoed  klubbens huvudtränare. Under pandemiåren fick föreningen vikande medlemsantal, och restriktioner och inställda turneringar, drabbade alla klubbar. Klubbens senaste tränare var Shane Mosher. 2023 slutade med en andra placering i division 1 efter Limhamn Griffins och därmed kvalificering till uppflyttning. Predators går upp och spelar Superserien 2024. 2024 blir vår egen Tyson Guillen Head coach.

## Säsonger
- S = Slutspel, F = SM-Final, G = SM-Guld, U = Uppflyttning, K=Kvalspel, N=Nedflyttning

| Säsong | Serie       | Record | Serieplacering | Notering |
| ------ | ----------- | ------ | -------------- | -------- |
| 2023   | Division 1  | 5-2    | 2              | KU       |
| 2022   | Division 1  | 3-1-4  | 5              |          |
| 2021   | Division 1  | 3-2-1  | 2              |          |
| 2020   | Division 1  | 4-0    | 1              | K        |
| 2019   | Division 1  | 6-0    | 1              | S²       |
| 2018   | Division 1  | 4-2    | 3              | S        |
| 2017   | Division 1  | 5-1    | 2              | S        |
| 2016   | Division 1  | 5-0    | 1              | S        |
| 2015   | Superserien | 4-6    | 6              | N1       |
| 2014   | Superserien | 6-4    | 4              | S        |
| 2013   | Superserien | 6-4    | 5              |          |
| 2012   | Division 1  | 10-0   | 1              | KU       |
| 2011   | Division 1  | 8-2    | 1              | K        |

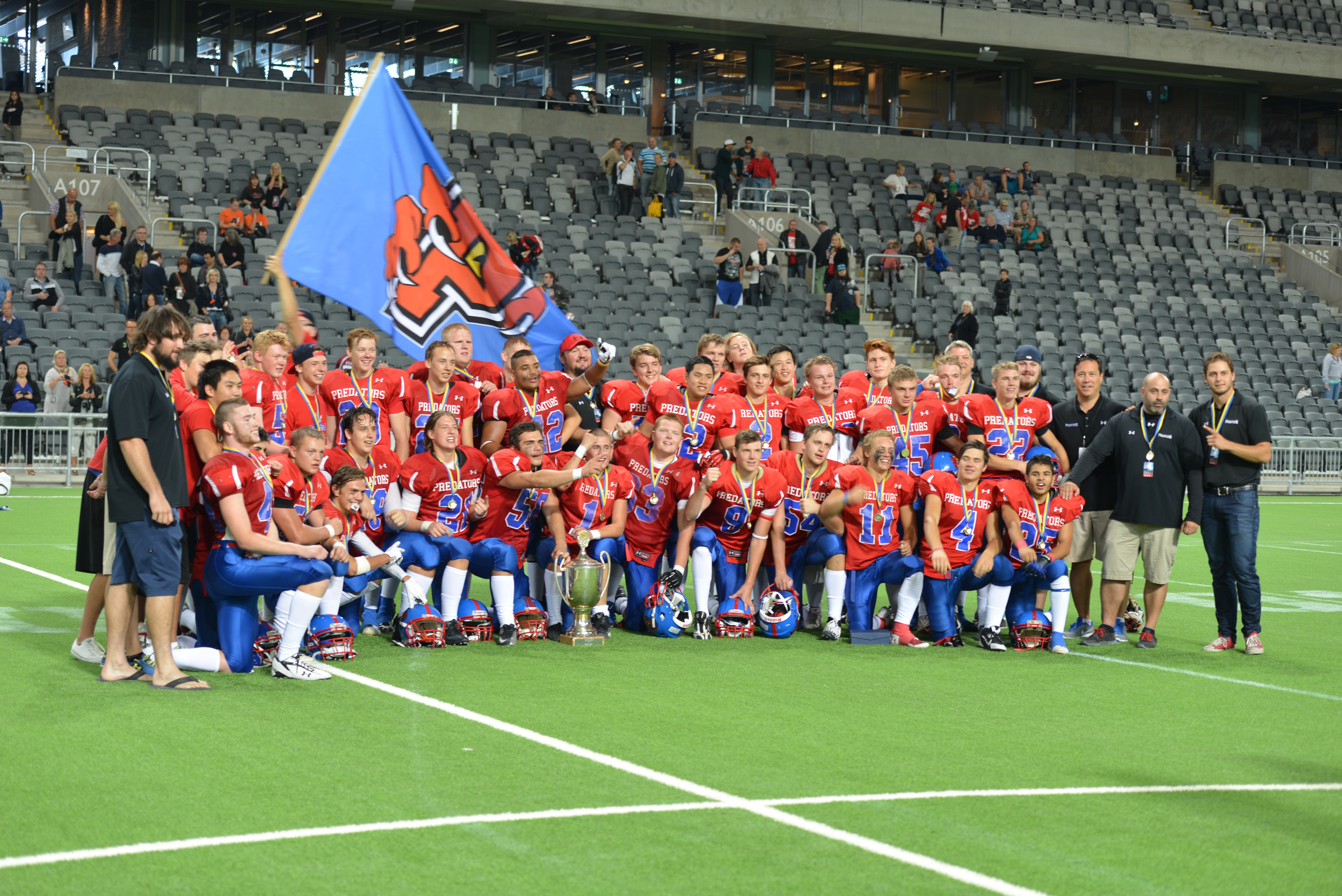
Kristianstad Predators U19-lag firar SM-guldet 2013.

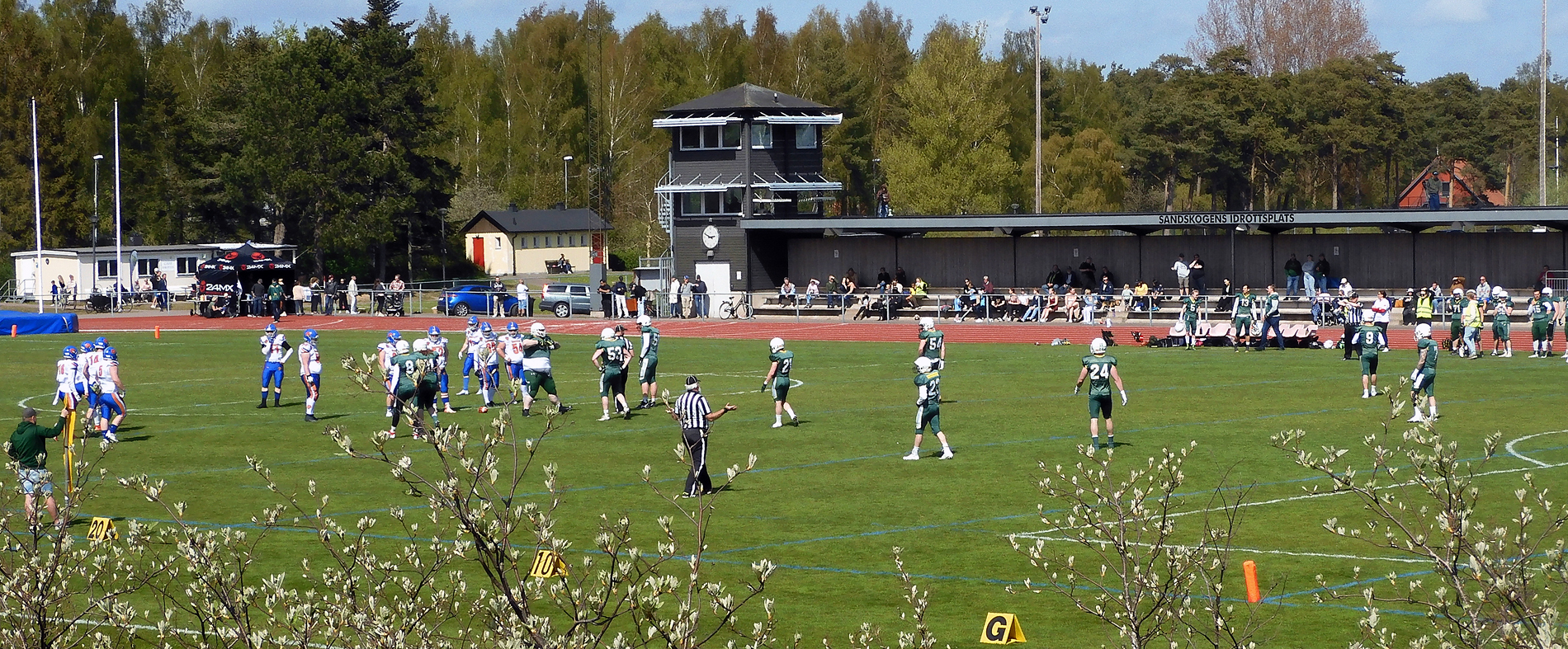
Kristianstad Predators möter Ystad Rockets på Sandskogens Idrottsplats i Ystad 8 maj 2022.

1Klubben uppfyllde inte alla krav som ställs i Superserien.
²Klubben vann Division 1 slutspelet.